# Sismograma

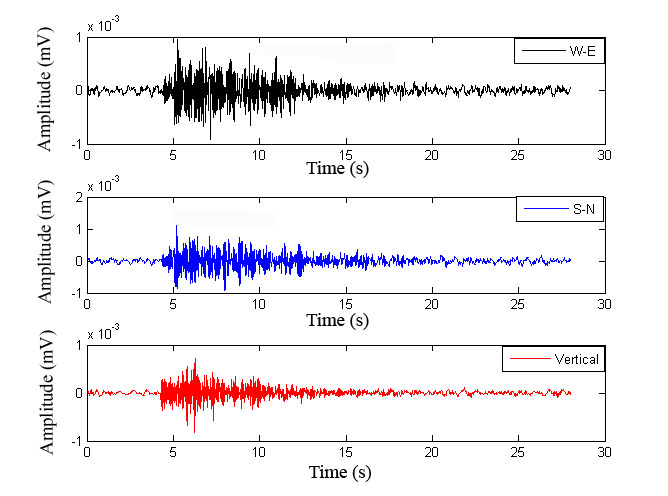
Sismograma de tres componentes perpendiculares (norte-sur, este-oeste y arriba-abajo).

Un sismograma es un registro del movimiento del suelo llevado a cabo por un sismógrafo. La energía medida en un sismograma resulta de fuentes naturales como son los sismos (o terremotos), o de fuentes artificiales como son los explosivos (sismos inducidos).
Dado que las ondas P se propagan a mayor velocidad que otros tipos de ondas, son las primeras en ser registradas en un sismograma. Después llegan las ondas S y por fin las ondas superficiales (ondas Rayleigh y ondas Love).
En el pasado, los sismogramas eran registrados en tambores de papel rotativos. Algunos usaban carretes en papel común, y otros utilizaban papel fotosensible expuesto a rayos de luz. Actualmente, prácticamente todos los sismógrafos registran la información de forma digital, de modo de hacer un análisis automático más fácilmente. Algunos sismógrafos de tambor aún son utilizados.